# Opuntia panellana
Opuntia panellana és una espècie de planta suculenta que pertany al gènere Opuntia de la familia Cactaceae.

## Descripció
És una suculenta erecta o ajaguda, amb tiges de secció transversal rodona i cònica, de fins a 5 cm d'alçada. Recobertes d'espines de color blanc, flexibles, torçades i entrellaçades.
Les flors són de color vermell, o rarament blanc, de 5 cm de llarg. El pericarpi del fruit està recobert de nombroses espines com pèls de fins a 1,5 cm de llarg.

## Distribució
Planta endèmica de Bolívia, als departaments de Chuquisaca, Oruro, Potosí y Tarija. Creix a 3100 - 3900 m d'altitud.

## Taxonomia
Opuntia panellana va ser descrita per Curt Backeberg (Backeb.) i publicada a Die Cactaceae: Handbuch der Kakteenkunde. 6: 3619.1962.

### Etimologia
Opuntia: nom genèric que prové del grec utilitzat per Plini per una planta que creixia al voltant de la ciutat d'Opus, a Grècia.
panellana: epítet atorgat en honor del botànic català Joan Pañella i Bonastre.

### Sinonímia
- Opuntia albisaetacens Backeb.
- Opuntia armata Backeb.
- Opuntia armata var. panellana Backeb.
- Tunilla albisaetacens (Backeb.) D.R. Hunt & Iliff
- Airampoa albisaetacens (Backeb.) Doweld